# Filmografia de Jessica Chastain

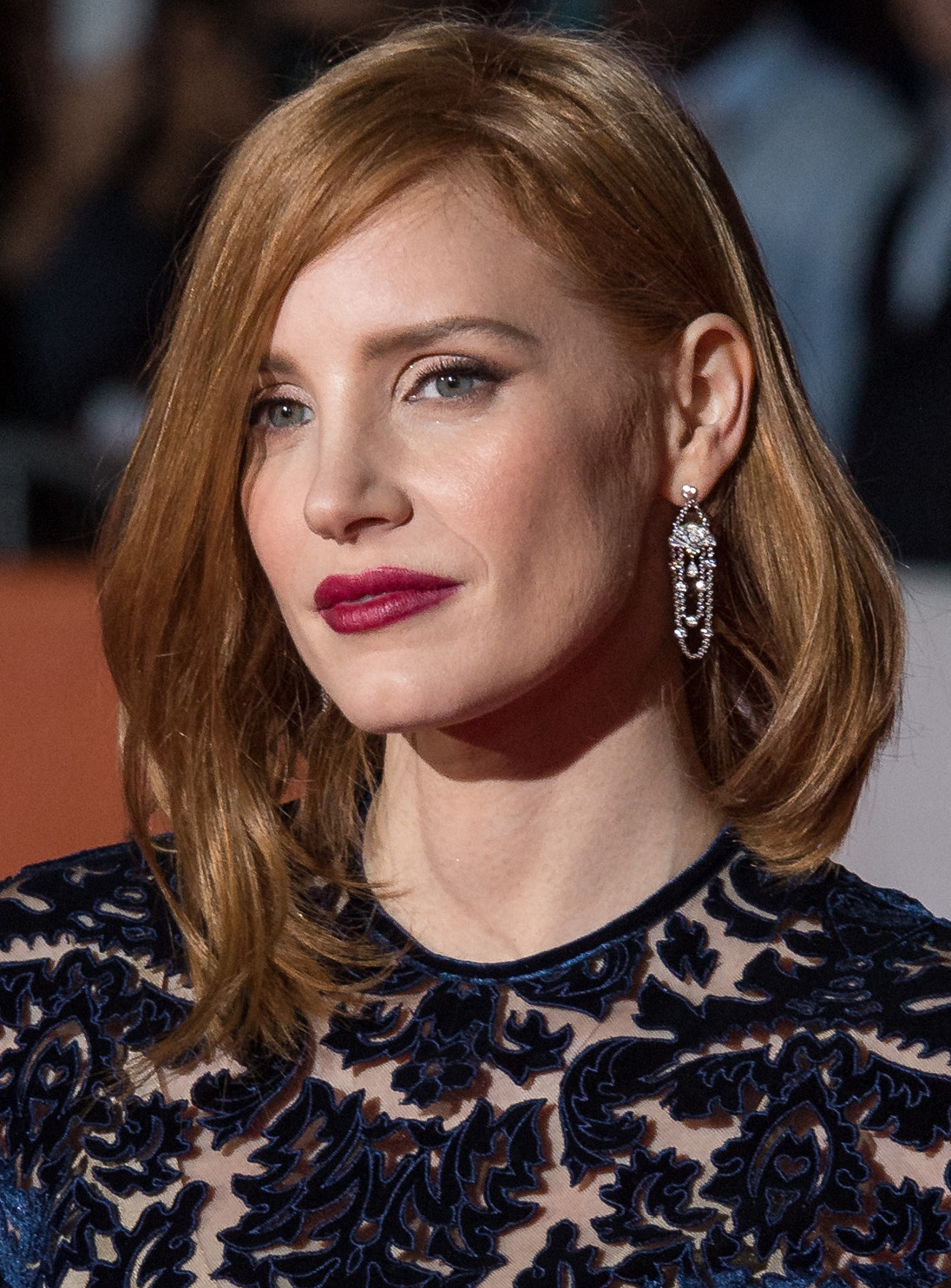
Chastain no Festival Internacional de Cinema de Toronto de 2015.

Jessica Chastain é uma atriz e produtora norte-americana que já apareceu no cinema, televisão e teatro. Ela assinou um contrato com o produtor televisivo John Wells durante seu último ano de estudo na Escola Juilliard. Chastain teve papéis convidados em várias séries de televisão entre 2004 e 2010, incluindo ER, Veronica Mars e Law & Order: Trial by Jury. Ela também apareceu nas peças teatrais O Jardim das Cerejeiras em 2004 e Salomé em 2006. Chastain estreou no cinema em 2008 como a personagem título de Jolene, uma adaptação de um conto de E. L. Doctorow. Teve uma participação pequena em Stolen, um suspense de mistério criticamente execrado, em seguida interpretando a versão mais nova da personagem de Helen Mirren em The Debt.
2011 foi de grande sucesso para Chastain. Dentre seus seis lançamentos do ano, ela estrelou no drama experimental The Tree of Life do diretor Terrence Malick e interpretou uma socialite da década de 1960 no drama The Help, uma adaptação do romance homônimo de Kathryn Stockett. Por este segundo, Chastain teve sua primeira indicação ao Oscar na categoria de Oscar de Melhor Atriz Coadjuvante. Ela dublou a personagem Gia em 2012 na comédia de animação Madagascar 3: Europe's Most Wanted. No mesmo ano, também interpretou uma analista da CIA no suspense Zero Dark Thirty de Kathryn Bigelow, uma relato parcialmente ficcionalizado sobre a caçada a Osama bin Laden, que lhe rendeu uma indicação ao Oscar de Melhor Atriz.
Ainda em 2012, Chastain teve sua estreia na Broadway em uma produção de The Heiress, fazendo o papel de uma jovem ingênua que se transforma em uma mulher poderosa. Em 2013 estrelou o filme de terror Mama e interpretou uma mulher infeliz em seu casamento no drama The Disappearance of Eleanor Rigby, uma história contada em três filmes chamados de Him, Her e Them. Dois dos maiores sucessos de bilheteria de Chastain vieram nos dois anos seguintes com os longas de ficção científica Interstellar de 2014 e The Martian de 2015, com ambos tendo arrecadado mais de seiscentos milhões de dólares mundialmente. No primeiro, dirigido por Christopher Nolan, ela fez uma cientista, enquanto no segundo, dirigido por Ridley Scott, ela apareceu como a comandante de uma missão espacial. Chastain depois disso foi fazer papéis de protagonistas fortes no suspense político Miss Sloane de 2016, no drama histórico The Zookeeper's Wife de 2017 e no policial Molly's Game de 2017.
No dia 27 de Março de 2022, Jessica recebe o maior prêmio da industria do cinema, seu primeiro Oscar na categoria de Melhor Atriz pelo drama Os Olhos de Tammy Faye.

## Cinema
|  | Filme ainda não lançado |

| Ano  | Título                             | Papel                    | Diretor                                | Notas                                                      | Ref           |
| ---- | ---------------------------------- | ------------------------ | -------------------------------------- | ---------------------------------------------------------- | ------------- |
| 2008 | Jolene                             | Jolene                   | Dan Ireland                            |                                                            | [ 17 ]        |
| 2009 | Stolen                             | Sally Ann                | Anders Anderson                        | Também chamado de Stolen Lives                             | [ 4 ] [ 18 ]  |
| 2010 | The Westener                       | Mãe de Daniel            | Ned Benson                             | Curta; também produtora                                    | [ 19 ]        |
| 2010 | The Debt                           | Jovem Rachel Singer      | John Madden                            |                                                            | [ 5 ]         |
| 2011 | Take Shelter                       | Samantha LaForche        | Jeff Nichols                           |                                                            | [ 20 ]        |
| 2011 | Coriolanus                         | Virgília                 | Ralph Fiennes                          |                                                            | [ 21 ]        |
| 2011 | The Tree of Life                   | Sra. O'Brien             | Terrence Malick                        |                                                            | [ 22 ]        |
| 2011 | The Help                           | Celia Foote              | Tate Taylor                            |                                                            | [ 7 ]         |
| 2011 | Wilde Salomé                       | Salomé                   | Al Pacino                              | Documentário                                               | [ 23 ]        |
| 2011 | Texas Killing Fields               | Detetive Pam Stall       | Ami Canaan Mann                        | Também chamado de The Fields                               | [ 24 ]        |
| 2012 | Madagascar 3: Europe's Most Wanted | Gia                      | Eric Darnell Tom McGrath Conrad Vernon | Dublagem                                                   | [ 25 ]        |
| 2012 | Lawless                            | Maggie Beauford          | John Hillcoat                          |                                                            | [ 26 ]        |
| 2012 | The Color of Time                  | Sra. Williams            | Vários                                 | Também chamado de Tar                                      | [ 27 ] [ 28 ] |
| 2012 | Zero Dark Thirty                   | Maya                     | Kathryn Bigelow                        |                                                            | [ 29 ]        |
| 2013 | Mama                               | Annabel                  | Andy Muschietti                        |                                                            | [ 30 ]        |
| 2013 | The Disappearance of Eleanor Rigby | Eleanor Rigby            | Ned Benson                             | Dividido em três filmes: Him, Her e Them; também produtora | [ 31 ] [ 32 ] |
| 2014 | Miss Julie                         | Srta. Julie              | Liv Ullmann                            |                                                            | [ 33 ]        |
| 2014 | Interstellar                       | Murphy Cooper            | Christopher Nolan                      |                                                            | [ 34 ]        |
| 2014 | A Most Violent Year                | Anna Morales             | J. C. Chandor                          |                                                            | [ 35 ]        |
| 2015 | Unity                              | Narradora                | Shaun Monson                           | Documentário                                               | [ 36 ] [ 37 ] |
| 2015 | The Martian                        | Comandante Melissa Lewis | Ridley Scott                           |                                                            | [ 15 ] [ 38 ] |
| 2015 | Crimson Peak                       | Lucille Sharpe           | Guillermo del Toro                     |                                                            | [ 39 ]        |
| 2016 | The Huntsman: Winter's War         | Sara                     | Cedric Nicolas-Troyan                  |                                                            | [ 40 ]        |
| 2016 | Miss Sloane                        | Elizabeth Sloane         | John Madden                            |                                                            | [ 41 ]        |
| 2017 | I Am Jane Doe                      | Narradora                | Mary Mazzio                            | Documentário; também produtora executiva                   | [ 42 ]        |
| 2017 | The Zookeeper's Wife               | Antonina Żabińska        | Niki Caro                              | Também produtora executiva                                 | [ 43 ] [ 44 ] |
| 2017 | Woman Walks Ahead                  | Caroline Weldon          | Susanna White                          |                                                            | [ 45 ]        |
| 2017 | Molly's Game                       | Molly Bloom              | Aaron Sorkin                           |                                                            | [ 46 ]        |
| 2019 | Dark Phoenix                       | Vuk                      | Simon Kinberg                          |                                                            | [ 47 ]        |
| 2019 | It: Chapter Two                    | Beverly Marsh            | Andy Muschietti                        |                                                            | [ 48 ]        |
| 2020 | Ava                                | Ava Faulkner             | Tate Taylor                            | Também produtora                                           | [ 49 ]        |
| 2021 | The Forgiven                       | Jo Henninger             | John Michael McDonagh                  |                                                            | [ 50 ]        |
| 2021 | The Eyes of Tammy Faye             | Michael Showalter        | Tammy Faye Bakker                      | Também produtora                                           | [ 51 ]        |
| 2022 | The 355                            | Mason "Mace" Brown       | Simon Kinberg                          | Também produtora                                           | [ 52 ]        |
| 2022 | Armageddon Time                    | Maryanne Trump Barry     | James Gray                             |                                                            | [ 53 ]        |
| 2022 | The Good Nurse                     | Amy Loughren             | Tobias Lindholm                        |                                                            | [ 54 ]        |
| ASA  | Memory                             | Sylvia                   | Michel Franco                          |                                                            |               |
| ASA  | Mothers' Instinct                  | Alice                    | Benoît Delhomme                        | Também produtora                                           |               |

## Televisão
| Ano     | Título                     | Papel            | Notas                                    | Ref    |
| ------- | -------------------------- | ---------------- | ---------------------------------------- | ------ |
| 2004    | Dark Shadows               | Carolyn Stoddard | Episódio piloto não exibido              | [ 55 ] |
| 2004    | ER                         | Dahlia Taslitz   | Episódio: "Forgive and Forget"           | [ 56 ] |
| 2004    | Veronica Mars              | Sarah Williams   | Episódio: "The Girl Next Door"           | [ 57 ] |
| 2005–06 | Law & Order: Trial by Jury | Sigrun Borg      | 3 episódios                              | [ 58 ] |
| 2006    | Close to Home              | Casey Wirth      | Episódio: "The Rapist Next Door"         | [ 59 ] |
| 2006    | The Evidence               | Laura Green      | Episódio: "Pilot"                        | [ 60 ] |
| 2006    | Blackbeard                 | Charlotte Ormand | Minissérie                               | [ 61 ] |
| 2007    | Journeyman                 | Tanna Bloom      | Episódio: "Friendly Skies"               | [ 62 ] |
| 2010    | Agatha Christie's Poirot   | Mary Debenham    | Episódio: "Murder on the Orient Express" | [ 63 ] |
| 2016    | Animals.                   | Sarah            | Voz; episódio: "Turkeys"                 | [ 64 ] |
| 2018    | Saturday Night Live        | Ela mesma        | Episódio "Jessica Chastain/Troye Sivan"  | [ 65 ] |
| 2021    | Scenes from a Marriage     | Mira             | Minissérie, produtora executiva          | [ 66 ] |

## Teatro
| Ano  | Produção                  | Papel             | Teatro                                       | Ref    |
| ---- | ------------------------- | ----------------- | -------------------------------------------- | ------ |
| 1998 | Romeu e Julieta           | Julieta Capuleto  | Mountain View Center for the Performing Arts | [ 67 ] |
| 2004 | O Jardim das Cerejeiras   | Anya              | Williamstown Theatre Festival                | [ 68 ] |
| 2004 | Rodney's Wife             | Lee               | Playwrights Horizons                         | [ 69 ] |
| 2006 | Salomé                    | Salomé            | Wadsworth Theatre                            | [ 70 ] |
| 2009 | Otelo                     | Desdêmona         | The Public Theater                           | [ 71 ] |
| 2012 | The Heiress               | Catherine Sloper  | Walter Kerr Theatre                          | [ 72 ] |
| 2017 | The Children's Monologues | Menina de 13 Anos | Carnegie Hall                                | [ 73 ] |

## Clipe musical
| Ano  | Título        | Cantor              | Diretor      | Álbum | Ref    |
| ---- | ------------- | ------------------- | ------------ | ----- | ------ |
| 2017 | "Family Feud" | Jay-Z (com Beyoncé) | Ava DuVernay | 4:44  | [ 74 ] |